# Vincent Riendeau
Vincent Riendeau (Montreal, 13 de dezembro de 1996) é um saltador canadense. Ele conquistou a medalha de prata no Campeonato Mundial de Esportes Aquáticos de 2015 na categoria de plataforma 10 m sincronizado misto e nos Jogos Pan-Americanos de 2015 e de 2019 na categoria masculina.

## Carreira
Riendeau foi selecionado como parte da equipe olímpica canadense para os Jogos Olímpicos de Verão de 2016 no Rio de Janeiro e competiu na plataforma de 10 m ao lado de Maxim Bouchard.
Na edição 2019 do Campeonato Mundial, junto com seu parceiro Nathan Zsombor-Murray, terminou na décima primeira colocação na prova sincronizada masculina de 10 m. Menos de um mês depois, a dupla venceu a prata no mesmo evento nos Jogos Pan-Americanos de 2019 em Lima.  Em junho de 2021, Riendeau foi oficialmente nomeado para representar o Canadá nos Jogos Olímpicos de Verão de 2020 em Tóquio.